# 1040 (фильм)
1040 — документальный фильм о христианстве в регионе «Окно 10/40». Фильм повествует от лица музыканта Джейсона Ма, который едет в ряд стран, включая Китай, Южную Корею и Сингапур. Ма описывает рост христианства в Азии, как одно из величайших христианских возрождений в истории.